# Wettbewerbe Aktuell (Verlag)
Die wa wettbewerbe aktuell Verlagsgesellschaft ist ein Architekturfachverlag in Freiburg im Breisgau, dessen Schwerpunkt die Herausgabe der gleichnamigen Fachzeitschrift Wettbewerbe Aktuell zum Thema Architekturwettbewerbe ist.

## Geschichte
wa wettbewerbe aktuell wurde 1971 von Thomas Hoffmann-Kuhnt in München gegründet. Er entwickelte das Konzept einer Monatszeitschrift, die zwei Bedingungen erfüllen sollte: Die Zeitschrift sollte die prämierten Entwürfe aktueller Wettbewerbsergebnisse wertneutral mit maßstabsgerechten Planverkleinerungen, Modellfotos und der Preisgerichtsbeurteilung dokumentieren. Die Zeitschrift erschien erstmals im Juni 1971 und seitdem monatlich. Das Grundkonzept der Zeitschrift ist bis heute im Wesentlichen beibehalten worden. Zunächst wurden nur deutsche Wettbewerbsergebnisse veröffentlicht, seit Mitte der 1990er-Jahre aber auch zunehmend internationale Wettbewerbsergebnisse sowie außerdem die Darstellung der realisierten Wettbewerbsprojekte. Seit dem Jahr 2000 sind die wichtigsten Textbeiträge, im Besonderen die Wettbewerbsaufgabe, zweisprachig (deutsch und englisch). Die Zeitschrift behandelte bis Juni 2014 zirka 6.000 Wettbewerbe mit über 30.000 Entwürfen.

## Auflage / Verbreitung / Leser
Die IVW-geprüfte Auflage umfasst zirka 10.000 Exemplare und wird weltweit ausgeliefert.

## wa themenbücher
Im Verlag erscheinen außerdem Themenbücher, in denen ausschließlich Wettbewerbsergebnisse zu einem bestimmten Thema veröffentlicht werden. Meist handelt es sich dabei um Wettbewerbe, die zuvor nicht in der Zeitschrift veröffentlicht wurden.
- Themenbuch 1 – Instituts- und Laborbauten, 2005, ISBN 3-934775-32-2.
- Themenbuch 2 – Wohnen und Pflege im Alter, 2005, ISBN 3-934775-35-7.
- Themenbuch 3 – Schulbauten, 2006, ISBN 3-934775-39-X.
- Themenbuch 4 – Wohnungsbau, 2006, ISBN 3-934775-44-6.
- Themenbuch 5 – Städtebau, 2007, ISBN 978-3-934775-48-0.
- Themenbuch 6 – Strassen und Plätze, 2008, ISBN 978-3-934775-57-2.
- Themenbuch 7 – Büro- und Verwaltungsbauten, 2009, ISBN 978-3-934775-61-9.
- Themenbuch 8 – Fachhochschulen und Universitäten, 2009, ISBN 978-3-934775-65-7.
- Themenbuch 9 – Schulen und Kindertagesstätten, 2010, ISBN 978-3-934775-76-3.
- Themenbuch 10 – Garten- und Landschaftsplanung, 2011, ISBN 978-3-934775-79-4.
- Themenbuch 11 – Museumsbauten, 2011, ISBN 978-3-934775-84-8.
- Themenbuch 12 – Gemeindezentren, 2012, ISBN 978-3-934775-88-6.
- Themenbuch 13 – Wohnungsbau, 2012, ISBN 978-3-934775-89-3.
- Themenbuch 14 – Wohnen und Pflege im Alter, 2013, ISBN 978-3-934775-92-3.
- Themenbuch 15 – Städtebau, 2013, ISBN 978-3-934775-94-7.
- Themenbuch 16 – Instituts- und Forschungsgebäude, 2014, ISBN 978-3-934775-99-2.
- Themenbuch 17 – Gestaltung von Straßen und Plätzen, 2014, ISBN 978-3-945399-00-2.
- Themenbuch 18 – Hallen- und Freibäder, 2015, ISBN 978-3-945399-06-4.
- Themenbuch 19 – Schulen und Kindertagesstätten, 2015, ISBN 978-3-945399-09-5.

## wa online
Das verlagseigene Online-Portal verfügt über eine täglich aktualisierte Datenbank. Diese umfasst nicht nur Wettbewerbsausschreibungen, sondern auch alle Dienstleistungsausschreibungen öffentlicher Auftraggeber für Architekten und Ingenieure. Außerdem werden dort weitere, nicht in der Monatszeitschrift veröffentlichte Wettbewerbstexte mit umfangreichem Planmaterial dargestellt.

## wa vision
wa vision ist eine kostenlose Sonderausgabe der Monatszeitschrift von wa wettbewerbe aktuell mit Wettbewerben von Studenten und Absolventen. wa vision erscheint jährlich und ist als e-paper erhältlich. Die aktuelle Print-Ausgabe liegt jeweils auch kostenlos an einigen Hochschulen aus.

## wa award
Als einzige deutsche monatlich erscheinende Architekturfachzeitschrift, die sich exklusiv mit dem Thema  Architekturwettbewerbe befasst, sieht wettbewerbe aktuell es als seine Aufgabe, auch den Nachwuchs in der Architektur zu fördern. wa hat mit diesem studentischen Ideenwettbewerb ein neues Format etabliert, das in regelmäßigem Turnus an Hochschulen, Universitäten und Akademien im deutschsprachigen Raum stattfindet. Der erste wa award wurde 2014 ausgelobt.